# Delta Scuti
Delta Scuti (δ Scuti, förkortad Delta Sct, δ Sct), som är stjärnans Bayer-beteckning, är en trippelstjärna i mellersta delen av stjärnbilden Skölden. Den har en genomsnittlig skenbar magnitud av 4,72 och är synlig för blotta ögat där ljusföroreningar ej förekommer. Baserat på parallaxmätning inom Hipparcosuppdraget på ca 16,1 mas, beräknas den befinna sig på ett avstånd av ca 202 ljusår (62 parsek) från solen. Delta Scuti är prototyp för Delta Scuti-typen variabla stjärnor.

## Historik
År 1900 använde William W. Campbell och William H. Wright Mills-spektrografen vid Lick Observatory för att bestämma att denna stjärna har en variabel radiell hastighet. En 0,19377-dygns period för denna variabilitet samt förändringar i magnitud med 0,2 enheter visade 1935 att variationen var inneboende snarare än att vara resultatet av en spektroskopisk dubbelstjärna. År 1938 upptäcktes en sekundärperiod och en pulsationsteori antogs för att modellera variationen. Sedan dess har observation av Delta Scuti visat att den pulserar på flera diskreta radiella och icke-radiella sätt. Det starkaste har en frekvens på 59,731 μHz, det näst starkaste har en frekvens på 61,936 μHz och så vidare, med totalt åtta olika frekvenslägen som nu kan modelleras.
Stjärnan följer en bana genom Vintergatan som har en excentricitet av 0,11 och för den så nära som 22 310 ljusår (6,84 kpc) intill och så långt som 27 590 ljusår (8,46 kpc) ifrån galaxens centrum. Om Delta Scuti behåller sin nuvarande rörelse och magnitud, kommer den att passera inom 10 ljusår från solsystemet och blir den ljusaste stjärnan på himlen mellan åren 1 150 000 och 1 330 000 e.Kr. Den kommer att nå en skenbar magnitud av -1,84, ljusare än den nuvarande -1,46 för Sirius.
Flamsteed kände inte till stjärnbilden Skölden och hänförde flera av dess stjärnor till Örnen. Delta Scuti katalogiserades som 2 Aquilae. Bayerbeteckningen Delta tilldelades av Gould snarare än Bayer.

## Egenskaper
Delta Scuti är en gul till vit jättestjärna av spektralklass F2 IIIp. Den har en massa som är ca 2,2 gånger solens massa, en radie som är ca 4,6 gånger solens radie och avger ca 42  gånger mer energi än solen från dess fotosfär vid en effektiv temperatur på ca 7 000 K. Den är en högamplitudtyp av pulsator med ljusvariationer på ca 0,15 minuter. Det ovanliga kemiska överskottet hos stjärnan överensstämmer med Am-stjärnornas.
Delta Scuti har två optiska följeslagare. Den första är en stjärna av magnitud +12,2 separerad med 15,2 arcsekunder. Den andra är en stjärna av magnitud +9,2, separerad med 53 bågsekunder.